# Corniéville
Corniéville is een Franse plaats en voormalige gemeente in het departement Meuse in de regio Grand Est.
Op 1 januari 1973 fuseerde Corniéville met Gironville-sous-les-Côtes en Jouy-sous-les-Côtes tot de gemeente Geville.
Corniéville · Gironville-sous-les-Côtes · Jouy-sous-les-Côtes